# Gunnar Seidenfaden
Gunnar Seidenfaden (* 24. Februar 1908 in Varde, Dänemark; † 9. Februar 2001) war ein dänischer Diplomat und Orchideenforscher. Sein offizielles botanisches Autorenkürzel lautet „Seidenf.“

## Leben
Seidenfaden wurde als Sohn eines Verwaltungsbeamten auf der Insel Bornholm geboren und verbrachte dort seine Kindheit. 1926 begann er ein Studium der Botanik an der Universität Kopenhagen. Schon 1928 bis 1930 begleitete er, als vielversprechender Nachwuchsforscher, drei Expeditionen mit dem Forschungsschiff S/S Godthaab nach Grönland. Von 1931 bis 1934 war er Sekretär der dänischen Ostgrönland-Expedition unter Leitung von Lauge Koch, er veröffentlichte zahlreiche Werke über die Flora von Ost-Grönland und das dortige Phytoplankton. Aufgrund der Forschungsaktivitäten vernachlässigte er allerdings sein Regelstudium, so dass er bei der Prüfung zum M.Sc. 1934 an der Universität durchfiel. Wohl aufgrund dieser Enttäuschung begann er eine lange Ostasien-Reise, bei der er seinen Onkel, den Major Erik Seidenfaden (1881–1958) besuchte, der nach einem Dienst in der dortigen Polizei in Thailand im Ruhestand lebte. Dabei wurde sein Interesse an der dortigen Flora geweckt, unter anderem brachte er fünfzig lebende Orchideen für den Botanischen Garten in Kopenhagen mit zurück. Nach seiner Rückkehr setzte er einen völlig neuen Schwerpunkt, er begann ein Studium der politischen Ökonomie, das er 1940 erfolgreich abschloss. Er fand nebenher noch Zeit zur Teilnahme an der dänischen Peary-Land-Expedition 1938, wieder unter Leitung von Koch. 1939 heiratete er seine Ehefrau Alix (gestorben 1993). Während der deutschen Besatzung Dänemarks 1940 bis 1945 arbeitete er als Ökonom für die Besatzungsbehörden, hielt aber über seinen Bruder, den Journalisten Erik Seidenfaden, Kontakt zum Widerstand. Nach dem Krieg blieb er, als Diplomat in Handelsangelegenheiten, im dänischen Staatsdienst, unter anderem vertrat er dänische Interessen im US-amerikanischen Marshallplan. Im Jahr 1955 kehrte er als dänischer Botschafter nach Thailand zurück. Nebenberuflich begann er gemeinsam mit dem jungen Forstwissenschaftler Tem Smitinand das Land nach Orchideen zu durchforschen. Er initiierte eine dänisch-thailändische Forschungskooperation zur Erforschung der abgelegenen Teile des Landes, die in ein Projekt zur Flora Thailands (unter maßgeblicher Beteiligung der Botaniker Kai Larsen und Bertel Hansen auf dänischer Seite) mündete. Das Orchideenmaterial der Sammlungsreisen wertete er selbst neben seiner Arbeit in Bangkok aus und publizierte die Ergebnisse gemeinsam mit Smitinand. 1959 wurde er versetzt als Botschafter in der Sowjetunion. 1961 kehrte er nach Kopenhagen zurück, wo er Abteilungsleiter im Außenministerium wurde. Während dieser Zeit arbeitete er permanent weiter an den Orchideen und konnte sogar einige Reisen zurück nach Thailand unternehmen. 1973, mit 65 Jahren, verabschiedete sich Seidenfaden in den Ruhestand und begann sich nun in Vollzeit den Orchideen zu widmen. Seine wesentlichen taxonomischen Arbeiten erschienen erst jetzt, als Ruheständler. Als einer der wenigen Diplomaten mit biologischen Kenntnissen war er aber nach wie vor außerdem ein gefragter Experte, der Dänemark auf internationalen Konferenzen vertrat, so war er an der Erstellung der Berner Konvention und des Washingtoner Artenschutzübereinkommens beteiligt.
Die Forschungen Seidenfadens zu den thailändischen Orchideen, begonnen im Jahr seines Ruhestands 1973, resultierten in zahlreichen Publikationen. Gefördert durch die Carlsberg-Stiftung konnte er Grafiker beschäftigen, die wissenschaftliche Illustrationen beitrugen. So verfasste er zwischen 1975 und 1988 The Orchid Flora of Thailand in 14 Bänden. Die Anzahl der bekannten Orchideenarten dort erhöhte sich so von etwa 750 auf ca. 1200 Arten.
Zu seinen Ehren trägt ein Schiff der dänischen Marine den Namen Gunnar Seidenfaden (siehe Supply-Klasse).

## Orchideen
Seidenfaden ist bekannt durch seine Forschungen und Beschreibungen südostasiatischer Orchideen. Seine Sammlung von rund 10000 Spezimen bewahrte er in seinem Privathaus in Borsholm. Nach seinem Tod wurde die Sammlung in den Botanischen Garten Kopenhagen gebracht. Eine Sammlung der botanischen Zeichnungen Seidenfadens befindet sich im Naturkundemuseum von Kopenhagen.

## Ehrungen
Die Orchideengattungen Seidenfadenia Garay, Gunnarella Senghas, Gunnarorchis Brieger,  Seidenfadeniella C.S.Kumar und Seidenfia Szlach. wurden nach ihm benannt.

## Werke
- G. Seidenfaden: Contributions to the Orchid Flora of Thailand (13 Bände)